# Inbred
Az Inbred Ethel Cain amerikai énekes-dalszerző és producer harmadik középlemeze, amely 2021. április 23-án jelent meg a Daughters of Cain kiadón keresztül. Anhedönia debütáló albuma, a Preacher’s Daughter előzeteseként szolgál.

## Háttér és megjelenés
Hayden Anhedönia 2017-ben kezdett el kiadni daldemókat különböző neveken, mint a White Silas, amely művésznéven öt projektje jelent meg: a Colossus (2017), a Arcane Vessels (2018), a Sad Music for Sad People (2018), a Nightmares (2018) és a Mourning After (2019), az utóbbikat Little Triste közreműködésével.
2019-ben két középlemezt adott ki az újonnan felvett Ethel Cain néven: a Carpet Bedet és a Golden Age-et szeptemberben, illetve decemberben. Ezt követően Anhedönia elkezdett együtt dolgozni Lil Aaronnal és aláírt a Prescription Songs kiadóval. 2021 februárjában kiadta első kislemezét az új lemezszerződése részeként, a Michelle Pfeiffert. A dal több ismert magazinban is helyet kapott, mint a Billboard, a The Fader, a Nylon és a Pitchfork. A második kislemeze a Crush volt, március 18-án jelent meg, egy videóklippel együtt.

## Fogadtatás
Arielle Gordon (Pitchfork) 7,6-os értékelést adott a lemeznek, kiemelve a karakter és a hangzás mélységét. Az album Ethel Cain mitológiájára épül, illetve az előadó hangzását is bővíti.

## Számlista
| Inbred | Inbred                                         | Inbred                                            | Inbred                 | Inbred | Inbred | Inbred | Inbred | Inbred | Inbred |
|        | Cím                                            | Szerző(k)                                         | Producer(ek)           | Hossz  |        |        |        |        |        |
| ------ | ---------------------------------------------- | ------------------------------------------------- | ---------------------- | ------ | ------ | ------ | ------ | ------ | ------ |
| 1.     | Michelle Pfeiffer (Lil Aaronnal)               | Hayden Silas Anhedönia Aaron Puckett Kora Puckett | Lil Aaron Kora Puckett | 4:34   |        |        |        |        |        |
| 2.     | Crush                                          | Anhedönia                                         | Ethel Cain             | 3:27   |        |        |        |        |        |
| 3.     | God’s Country (Wicca Phase Springs Eternallal) | Anhedönia Adam McIlwee                            | Ethel Cain             | 8:17   |        |        |        |        |        |
| 4.     | Unpunishable                                   | Anhedönia                                         | Ethel Cain             | 4:24   |        |        |        |        |        |
| 5.     | Inbred                                         | Anhedönia                                         | Ethel Cain             | 4:50   |        |        |        |        |        |
| 6.     | Two-Headed Mother                              | Anhedönia                                         | Ethel Cain             | 6:14   |        |        |        |        |        |
| 31:46  |                                                |                                                   |                        |        |        |        |        |        |        |

| Inbred – bónuszok | Inbred – bónuszok                | Inbred – bónuszok               | Inbred – bónuszok                 | Inbred – bónuszok | Inbred – bónuszok | Inbred – bónuszok | Inbred – bónuszok | Inbred – bónuszok | Inbred – bónuszok |
|                   | Cím                              | Szerző(k)                       | Producer(ek)                      | Hossz             |                   |                   |                   |                   |                   |
| ----------------- | -------------------------------- | ------------------------------- | --------------------------------- | ----------------- | ----------------- | ----------------- | ----------------- | ----------------- | ----------------- |
| 7.                | Crying During Sex                | Anhedönia                       | Ethel Cain                        | 5:28              |                   |                   |                   |                   |                   |
| 8.                | Earnhardt                        | Anhedönia                       | Ethel Cain                        | 4:24              |                   |                   |                   |                   |                   |
| 9.                | Age of Delilah (demó)            | Anhedönia                       | Ethel Cain                        | 4:15              |                   |                   |                   |                   |                   |
| 10.               | Michelle Pfeiffer (solo version) | Anhedönia A. Puckett K. Puckett | Ethel Cain Lil Aaron Kora Puckett | 4:35              |                   |                   |                   |                   |                   |
| 50:28             |                                  |                                 |                                   |                   |                   |                   |                   |                   |                   |